# Munții Livigno
Munții Livigno - lanț muntos din Alpii Orientali Centrali - sunt situați în estul Elveției și nordul Italiei (în jurul orașului Livigno).
Munții Livigno se învecinează la sud vest cu Munții Bernina (de care-i separă trecătoarea Bernina); la nord-vest cu Munții Albula, de care-i separă Engadin-ul superior; la nord-est, dincolo de trecătoarea Ofen și valea râului Müstair se află Munții Sesvenna, iar la est Alpii Ortler, de care sunt separați de valea cursului superior al râului Adda și trecătoarea Stelvio.
Râurile care străbat Munții Livigno sunt: Adda, Inn și Rom (afluent al râului Adige).

## Vârfuri
Principalele vârfuri din Munții Livigno sunt:
| Cima de' Piazzi              | 3439 |
| Cima Viola                   | 3384 |
| Piz Paradisin                | 3305 |
| Pizzo di Dosde               | 3280 |
| Cima di Saoseo               | 3277 |
| Piz Languard                 | 3266 |
| Piz Murtaröl                 | 3177 |
| Piz Quattervals              | 3157 |
| Cime Redasco                 | 3139 |
| Piz Sena                     | 3078 |
| Piz Chaschauna               | 3072 |
| Monte Foscagno               | 3051 |
| Pizzo del Teo                | 3050 |
| Pizzo del Ferro (Val Fraele) | 3050 |
| Piz Umbrail                  | 3034 |
| Monte Braulio                | 2980 |
| Monte Massuccio              | 2816 |
| Munt la Schera               | 2589 |

## Trecători
Principalele trecători din Munții Livigno sunt:
| Denumire                       | Traseu                                 | Acces          | Înălțime (m) | Înălțime (m) |
| ------------------------------ | -------------------------------------- | -------------- | ------------ | ------------ |
| Dosde                          | de la Val Grosina la Val Viola Bormina | cărare         | 2850         |              |
| Sacco                          | de la șoseaua Bernina la Grosio        | cărare         | 2751         |              |
| Chaschauna                     | de la S-chanf la Livigno               | drum forestier | 2692         |              |
| Umbrail (Giogo di Santa Maria) | de la Val Müstair la șoseaua Stelvio   | șosea          | 2512         |              |
| Val Viola                      | de la șoseaua Bernina la Bormio        | drum forestier | 2431         |              |
| Giufplan                       | de la șoseaua Ofen road la Val Fraele  | drum forestier | 2354         |              |
| Bernina                        | de la Pontresina la Tirano             | șosea          | 2330         |              |
| Forcola di Livigno             | de la trecătoarea Bernina la Livigno   | șosea          | 2328         |              |
| Verva                          | de la Bormio la Grosio                 | cărare         | 2314         |              |
| Foscagno                       | de la Bormio la Trepalle               | șosea          | 2291         |              |
| Alpisella                      | de la Livigno la Val Fraele            | drum forestier | 2285         |              |
| Dossradond                     | de la Val Müstair la Val Fraele        | drum forestier | 2240         |              |
| Eira                           | de la Livigno la Trepalle              | șosea          | 2209         |              |
| Trecătoarea Ofen               | de la Zernez la Val Müstair            | șosea          | 2155         |              |
| Fraele                         | de la Val Fraele la șoseaua Ofen       | drum forestier | 1950         |              |
| Scale di Fraele                | de la Bormio la Val Fraele             | drum forestier | 1942         |              |